# Associazione Calcio Nocerina 1985-1986
Questa voce raccoglie le informazioni riguardanti l'Associazione Calcio Nocerina nelle competizioni ufficiali della stagione 1985-1986.

## Rosa
| N. |                   | Ruolo | Calciatore           |
| -- | ----------------- | ----- | -------------------- |
| -  | Italia (bandiera) | A     | Corrado Baglieri     |
| -  | Italia (bandiera) |       | Basile               |
| -  | Italia (bandiera) | D     | Francesco Bruno      |
| -  | Italia (bandiera) | D     | Fabio Capone         |
| -  | Italia (bandiera) | A     | Nicola Coppola       |
| -  | Italia (bandiera) | C     | Giuseppe De Biase    |
| -  | Italia (bandiera) | P     | Giuseppe Della Porta |
| -  | Italia (bandiera) | D     | Maurizio Di Fruscia  |
| -  | Italia (bandiera) | C     | Giovanni Gregorio    |
| -  | Italia (bandiera) | D     | Giovanni Langella    |
| -  | Italia (bandiera) | C     | Sergio Manzi         |

| N. |                   | Ruolo | Calciatore          |
| -- | ----------------- | ----- | ------------------- |
| -  | Italia (bandiera) | C     | Fabrizio Mastini    |
| -  | Italia (bandiera) | D     | Vincenzo Mirra      |
| -  | Italia (bandiera) |       | Neghettoso          |
| -  | Italia (bandiera) | C     | Raffaele Novelli    |
| -  | Italia (bandiera) | P     | Cesidio Oddi        |
| -  | Italia (bandiera) | A     | Michele Pecoraro    |
| -  | Italia (bandiera) | A     | Giovanni Roccotelli |
| -  | Italia (bandiera) | D     | Carmine Torano      |
| -  | Italia (bandiera) | C     | Ernesto Truddaiu    |
| -  | Italia (bandiera) | D     | Roberto Valentini   |
| -  | Italia (bandiera) | C     | Claudio Zitta       |

## Risultati

### Serie C2

#### Girone di andata
| 22 settembre 1985 1ª giornata | Trapani | 0 – 0 | Nocerina |  |

| 29 settembre 1985 2ª giornata | Nocerina | 1 – 0 | Gladiator |  |

| 6 ottobre 1985 3ª giornata | Paganese | 0 – 0 | Nocerina |  |

| 13 ottobre 1985 4ª giornata | Nocerina | 0 – 0 | Frosinone |  |

| 20 ottobre 1985 5ª giornata | Nocerina | 0 – 1 | Nissa |  |

| Arbitro: | Stafoggia (Pesaro) |

|                      |           |                                    |
| Chiarella 60’ (rig.) | Marcatori | 23’, 48’, 66’ Baglieri 58’ Coppola |

| 3 novembre 1985 7ª giornata | Nocerina | 0 – 1 | Ischia Isolaverde |  |

| 10 novembre 1985 8ª giornata | Pro Cisterna | 2 – 1 | Nocerina |  |

| 17 novembre 1985 9ª giornata | Nocerina | 1 – 0 | Ercolanese |  |

| 24 novembre 1985 10ª giornata | Akragas | 0 – 1 | Nocerina |  |

| 1º dicembre 1985 11ª giornata | Canicattì | 1 – 2 | Nocerina |  |

| 8 dicembre 1985 12ª giornata | Nocerina | 0 – 0 | Reggina |  |

| 15 dicembre 1985 13ª giornata | Afragolese | 0 – 0 | Nocerina |  |

| 22 dicembre 1985 14ª giornata | Nocerina | 0 – 0 | Turris |  |

| 5 gennaio 1986 15ª giornata | Juventus Stabia | 0 – 0 | Nocerina |  |

| 12 gennaio 1986 16ª giornata | Nocerina | 2 – 0 | Siracusa |  |

| 19 gennaio 1986 17ª giornata | Rende | 0 – 1 | Nocerina |  |

#### Girone di ritorno
| 26 gennaio 1986 18ª giornata | Nocerina | 2 – 0 | Trapani |  |

| 2 febbraio 1986 19ª giornata | Gladiator | 1 – 1 | Nocerina |  |

| 9 febbraio 1986 20ª giornata | Nocerina | 1 – 0 | Paganese |  |

| 16 febbraio 1986 21ª giornata | Frosinone | 1 – 1 | Nocerina |  |

| 23 febbraio 1986 22ª giornata | Nissa | 0 – 0 | Nocerina |  |

| Arbitro: | Grechi (Milano) |

|                                       |           |                           |
| Pecoraro 52’ Roccotelli 57’ Zitta 60’ | Marcatori | 65’, 79’ (rig.) Chiarella |

| 9 marzo 1986 24ª giornata | Ischia Isolaverde | 2 – 2 | Nocerina |  |

| 23 marzo 1986 25ª giornata | Nocerina | 1 – 0 | Pro Cisterna |  |

| 29 marzo 1986 26ª giornata | Ercolanese | 0 – 1 | Nocerina |  |

| 6 aprile 1986 27ª giornata | Nocerina | 4 – 1 | Akragas |  |

| 13 aprile 1986 28ª giornata | Nocerina | 2 – 0 | Canicattì |  |

| 20 aprile 1986 29ª giornata | Reggina | 1 – 1 | Nocerina |  |

| 4 maggio 1986 30ª giornata | Nocerina | 1 – 0 | Afragolese |  |

| 11 maggio 1986 31ª giornata | Turris | 2 – 2 | Nocerina |  |

| 18 maggio 1986 32ª giornata | Nocerina | 4 – 2 | Juventus Stabia |  |

| 25 maggio 1986 33ª giornata | Siracusa | 0 – 0 | Nocerina |  |

| 1º giugno 1986 34ª giornata | Nocerina | 1 – 1 | Rende |  |